# Rudi Klein (Schauspieler)
Rudi Klein (* 1991 in Makinsk) ist ein deutsch-russischer Schauspieler und Hörspielautor.

## Leben
Rudi Klein wurde 1991 in Makinsk (Kasachstan) geboren und wuchs in einem Vorort von Stuttgart auf.
Zwischen 2015 und 2019 studierte er Schauspiel an der Folkwang Universität der Künste in Essen/Bochum. Während dieser Zeit war er auf Bühnen zu sehen, darunter das Schauspielhaus Bochum („Jugend ohne Gott“, Regie Martina von Boxen), das Theater am Depot Dortmund („Elektra“, Regie Remo Philipp) sowie die Zeche 1 in Bochum („Alles weitere kennen Sie aus dem Kino“, Regie Thomas Dannemann).
Sein Studium schloss er mit seiner selbstverfassten Solo-Arbeit „Tote gehen nicht ins Kino“ ab. Für dieses Projekt wurde er gemeinsam mit Leo Meier und Yannik Heckmann mit dem Folkwang-Preis ausgezeichnet. Die Produktion wurde zu den Ruhrfestspielen in Recklinghausen eingeladen.

## Theater- und Engagements
Nach seinem Abschluss arbeitete Klein als freier Schauspieler und Hörspielautor an diversen Theatern in Deutschland, darunter:
- Schauspielhaus Bochum
- Theater Erlangen
- Toppler-Theater Rothenburg o.d.T.
- Gandersheimer Domfestspiele
- Schauspiel Duisburg

Seit der Spielzeit 2023/24 ist er Mitglied des Ensembles des Mecklenburgischen Staatstheaters in Schwerin.

## Film, Fernsehen & Hörspiele
Klein war in diversen Film- und Fernsehprojekten zu sehen, darunter:
- 2016: „Morgen“ (Spielfilm, HR-Produktion)
- 2020: „Wojtek“ (Kurzfilm, HR, Regie: Veronika Schoberer)
- 2023: „Jokah & Tutty“ (Comedy‑Satire‑Serie auf Amazon Freevee; Rolle: Erol)
- 2023: „Karaoke. Karaoke“ (Spielfilm, Regie: Frederik F. Günther)